# سقوط هايبريون: حلم

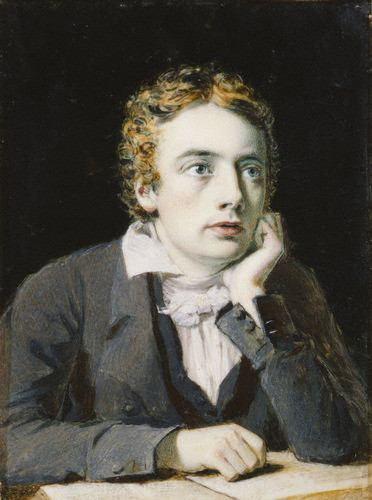
لوحه للشاعر جون كيتس.

سقوط هايبريون: حلم، أو رؤية كعنوان فرعي بديل لحلم في بعض الأحيان، هي قصيدة ملحمية كتبها شاعر الحركة الرومانسية، الإنجليزي جون كيتس. ألَّف كيتس سقوط هايبريون من خلال إعادة الصياغة، والتوسيع، والسرد الشخصي لأسطر من قصيدته الملحمية السابقة والمجزَّأة هايبريون.
ولقد تُركت القصيدة قبل موت كيتس.

## الحبكة
تبدأ القصيدة بجدل غنائي بغرض تقديم العمل. وفي غضونه، يعرض المؤلف فكرة عن كون القصيدة إما حلمًا أو رؤيةً، وعن كونه غير متأكد من أيهمها. وتُقسم القصيدة إلى ثلاث مشاهد تسبق جزئيَّتها الختامية.
يبتدئ المشهد الأول في القصيدة بتواجد الراوي الشاعر في مشهد وليمة في زمن يَعقب دخول عدن. ويذكرنا هذا المشهد بالبهجة الحسية المذكورة في عمله الأسبق «النوم والشعر»، أو بالبهجة فائقة السرور المُلتَمَسة في «قصيدة على جرَّة إغريقية». وبعد تمتُّعه بالبهجة الحسية، يُلزَم على المشاركة في تناول إناءٍ باردٍ من عصيرٍ شفَّافٍ يتسبب في غرقه في سبات عميق.
وحين استيقاظه، يجد الشاعر نفسه أمام معبد قد أُغلقت بوَّاباته تجاه الشرق (الاتجاه ذاته لبوَّابات عدن)، حيث تتحدَّاه شخصية غامضة تُدعى مونيتا لصعود السلالم، والتي يَختبر خلالها موتًا مؤلمًا شبيهًا بألم أبولو حينما يموت في الحياة في هايبريون. ويجب على الراوي الشاعر عند صعوده أن يتغلَّب على الرغبة لتجنُّب المعاناة، ويتحلَّى باللَّذة الروحانية من أجل تجاوز أخطاء الشعراء الزائفين. وحالما يصل الراوي الشاعر إلى نهاية السلالم، تستجوبه مونيتا بشكل كُليٍّ عن طبيعة الشعر، والرؤى، وعما ينبغي على الفرد فعله في حياته، والذي يعكس الجزء الثاني من النوم والشعر، حيث يُدين الراوي الشعراء الزائفين في كل من الأمرين.
حالما يجتاز الشاعر الاختبار، تسمح مونيتا له بأن يَشهدَ رؤية عن العمالقة وهايبريون. ينتهي هذا المشهد بصورة عن نهضة هايبريون، والتي تقود إلى بداية الجزء السابق هايبريون.

## التأثيرات
تأثَّرت حبكة وبنية سقوط هايبريون بشكل كبير بثلاث أعمال ملحمية: الإنيادة لفيرجيل، والفردوس المفقود لجون ميلتون، والكوميديا الإلهية لدانتي أليغييري.
تستند بنية البحث عن المعرفة إلى استخدام دانتي لكلمات فيرجيل حول الانحدار نحو الجحيم، حيث تعكس اللغة وأسلوب السرد ذلك. ومع هذا، فإنَّ كيتس لا يَركنُ إلى فهمٍ مسيحيٍّ، بل لدى قصيدته أساس مستند إلى أبولو. كما تشكِّل مونيتا صورة سيبيل (عرَّافة)، وتحاكي الكتاب السادس من الإنياذة.
ويعد أسلوب اللغة والتفصيل شبيهًا بالفردوس المفقود، والتي كانت ملحمة ممتازة كما أكد كيتس في العديد من الرسائل، لكنها تعاملت مع الأخلاق على مستوىً مُبسَّط. كما يشبه الشكل والوزن الشعري لملحمة كيتس ملحمة ميلتون.

## الوصلات الخارجية
- سقوط هايبريون: كتاب صوتي على ليبري فوكس
- مجموعة إلكترونية شاملة من شعر كيتس
- نص سقوط هايبريون